# Miquelon-Langlade
Miquelon-Langlade és un municipi francès situat a la col·lectivitat d'ultramar de Saint-Pierre i Miquelon. L'any 2022 tenia 601 habitants, malgrat que per causa de la pujada del nivell del mar i l'impacte del canvi climàtic es va haver de formular el trasllat i l'evacuació de tot el poble a d'altres indrets de l'arxipèlag a partir del 2022.

## Geografia
Miquelon-Langlade es compon de tres illes geològicament diferents unides per tómbols (tires llargues de dunes de sorra). Aquestes illes es diuen Illa du Cap, l'illa de Miquelon (o Gran Miquelon) i l'illa de Langlade (o Petite Miquelon). L'illa de Miquelon té una gran llacuna coneguda com la Grand Barachois, que té una gran població de foques i altres animals. Miquelon és un lloc excepcional per a observar aus.

## Toponímia
El nom Miquelon és d'origen basc i significa 'Miquel'. Moltes famílies de pescadors donen origen a molts patronímics de l'illa. El 1579, els noms Micquetõ i Micquelle van aparèixer per primera vegada en una guia de navegació de Martin de Hoyarçabal (Martín Oiarzábal), navegador basc. El nom ha canviat amb el temps de Miclon a Micklon i, finalment, a Miquelon.

## Població
La població de Miquelon-Langlade és en gran part d'origen basc i acadià, aquest últim deu haver arribat després del "Grand Dérangement". Gairebé tota la població viu a Miquelon, tot i que a partir de diversos estudis i ateses fortes tempeses, la població va accedir a realitzar un trasllat de tot el municipi a zones menys afectades per l'increment del nivell del mar cap a finals de la dècada del 2010. Això va incloure el desenvolupament de nous plans urbanístics, peticions al govern francès i nous plans de prevenció d'inundacions a l'illa de Miquelon, amb les primeres accions d'ençà del 2022.

## Administració
| Període     | Identitat          | Partit        |
| ----------- | ------------------ | ------------- |
| 2001 - 2008 | Denis Detcheverry  | Divers droite |
| 2008 - ?    | Stéphane Coste     | Divers gauche |
| 2020 - 2026 | Franck Detcheverry | ?             |